# Hypsibema
Hypsibema é um gênero pouco conhecido de dinossauros que viveram durante o período Cretáceo Superior (Andar campaniano, cerca de 75 milhões de anos atrás). Os seus fósseis gigantes foram encontrados nos estados norte-americanos da Carolina do Norte e do Missouri. Acredita-se que seja um hadrosauroidea, embora os restos mortais do Missouri tenham pertencido a um pequeno sauropoda ("Neosaurus", renomeado de Parrosaurus).

Comparação de tamanho de um Hypsibema com humano

A espécie-tipo, Hypsibema crassicauda, foi descrita por Edward Drinker Cope e foi encontrada no Condado de Sampson, na Carolina do Norte em 1869. O nome genérico é derivado do grego υψι/hypsi, "alto", e βεμα/bema, "passo", pois Cope acreditava que a espécie caminhava particularmente ereta na ponta dos pés. O descritor específico significa "com uma cauda gorda" em latim. A série sintípica, USNM 7189, consistia originalmente em uma vértebra caudal, um metatarso e dois fragmentos femorais que foram originalmente identificados como fragmentos umeral e tibial, todos encontrados em 1869 no estado da Carolina do Norte pelo professor e geólogo, Washington Carruthers Kerr, no Black Creek Group da Carolina do Norte. Uma segunda vértebra referida à espécie, USNM 6136, foi posteriormente descoberta por Edward Wilber Berry e referida a H. crassicauda em 1942. Em sua revisão de 1979 de restos de dinossauros do Black Creek Group, Baird e Horner (1979) observaram que os fragmentos femorais vêm de um tyrannosauroidea semelhante ao Dryptosaurus e tornaram a vértebra caudal incluída na série de sintipos da H. crassicauda o lectótipo, enquanto afirmando que o metatarso não poderia pertencer ao mesmo indivíduo que o caudal.
Parrosaurus foi considerado uma espécie de Hypsibema, H. missouriensis, Donald Baird e Jack Horner em 1979, e desde 2004 o dinossauro oficial do estado do Missouri. Foi considerado duvidoso em ambas as edições do Dinosauria, embora Chase Brownstein considere o Parrosaurus válido e distinto do Hypsibema com base em novas descobertas no local do holótipo.